# NGC 5746
NGC 5746 is een balkspiraalstelsel in het sterrenbeeld Maagd. Het hemelobject werd op 24 februari 1786 ontdekt door de Duits-Britse astronoom William Herschel.

## 109 Virginis
Vanaf de aarde gezien bevindt het stelsel NGC 5746 zich ongeveer een derde van een graad ten westen van de betrekkelijk heldere ster 109 Virginis. Amateurastronomen kunnen 109 Virginis aanwenden als gidsster om het stelsel NGC 5746 op te sporen. Ten zuidwesten van NGC 5746 zijn de stelsels NGC 5738 en NGC 5740 te vinden.

## Synoniemen
- UGC 9499
- MCG 0-38-5
- ZWG 20.12
- KCPG 434B
- IRAS 14424+0209
- PGC 52665